# 瓦塔霍查湖 (奇保區)
14°30′08″S 73°36′18″W / 14.50222°S 73.60500°W
瓦塔霍查湖（Wat'aqucha），是秘魯的湖泊，位於該國中南部阿亞庫喬大區，由盧卡納斯省的奇保區負責管轄，處於綏托霍查湖和喬皮霍查湖東南面。